# Джеймс Стокдейл
Джеймс Бонд Стокдейл (на английски: James Bond Stockdale) е американски тест пилот и вицеадмирал от USN.

## Образование
Джеймс Б. Стокдейл завършва Военноморската академия на САЩ в Анаполис, Мериленд през юни 1946 г. През 1954 г. завършва школа за тест пилоти в Пенсакола, Флорида. На следващата година става инструктор в школата. През 1959 г. получава магистърска степен по международни отношения от Станфордския университет, окръг Санта Клара, Калифорния.

## Военна кариера
От 1955 г. е инструктор и тест пилот в школата Пенсакола, Флорида. През 1958 г. е инструктор и командващ офицер на курсанта от школата Джон Глен - първия американец достигнал на 20 февруари 1962 г. околоземна орбита. На 2 август 1964 г. Стокдейл взима участие в т. нар. конфликт в Тонкинския залив, който слага началото на Виетнамската война. Той е командир на бойна ескадрила 53 (VF-53), базирана на самолетоносача USS Ticonderoga (CV-14). В отговор на атака на три северновиетнамски торпедни катера срещу американския разрушител USS Maddox (DD-731), Стокдейл излита начело на четири изтребителя F-8 Крусейдър и потапя два от катерите. Повишен е в командир на 16 - то авиокрило на самолетоносача USS Oriskany (CV-34). На 9 септември 1965 г. е свален над територията на Северен Виетнам. Прекарва в плен повече от седем години. На 12 февруари 1973 г. се завръща в САЩ. От 13 октомври 1977 до 22 август 1979 г. е Директор на Военноморския колеж на САЩ в Нюпорт, Род Айлънд. Напуска USN в края на същата година.

## Награди
- Медал на честта;
- Медал на USN за отлична служба (3);
- Сребърна звезда (4);
- Легион за заслуги;
- Летателен кръст за заслуги (2);
- Бронзова звезда (2);
- Въздушен медал;
- Пурпурно сърце (2);
- Медал за попадане в плен.